# Variabele breedvleugeluil
De variabele breedvleugeluil (Diarsia mendica) is een nachtvlinder uit de familie van de uilen (Noctuidae). 

## Beschrijving
De voorvleugellengte bedraagt tussen de 13 en 17 millimeter. Zoals de naam al aangeeft is de tekening van deze soort zeer variabel.

## Waardplanten
De variabele breedvleugeluil is zeer polyfaag. De rups is te vinden van augustus tot mei en overwintert. De vlinder kent twee generaties die vliegen van begin mei tot en met september.

## Voorkomen
De soort komt verspreid over een groot deel van het Palearctisch gebied voor. De variabele breedvleugeluil is in Nederland en België een algemene soort. 